# 亚碲酸锂
亚碲酸锂是一种无机化合物，化学式为Li2TeO3，为单斜晶系晶体，空间群C2/c。它可由氧化锂、氢氧化锂或碳酸锂和二氧化碲反应制得。它和氟化锂以3:1化学计量比在高温反应，可以得到Li7(TeO3)3F。